# جيري هاريس (لاعب كرة قدم)
جيري هاريس (بالإنجليزية: Gerry Harris)‏ هو لاعب كرة قدم بريطاني، ولد في 8 أكتوبر 1935 في كلافرلي ‏ في المملكة المتحدة. لعب مع نادي والسول ووولفرهامبتون واندررز.